# Comuna de Krzyż Wielkopolski
Krzyż Wielkopolski (polaco: Gmina Krzyż Wielkopolski) é uma gminy (comuna) na Polónia, na voivodia de Grande Polónia e no condado de Czarnkowsko-trzcianecki. A sede do condado é a cidade de Krzyż Wielkopolski.
De acordo com os censos de 2004, a comuna tem 8820 habitantes, com uma densidade 50,5 hab/km².

## Área
Estende-se por uma área de 174,56 km², incluindo:
- área agricola: 33%
- área florestal: 56%

## Demografia
Dados de 30 de Junho 2004:
|                      | Total   | Total | Mulheres | Mulheres | Homens  | Homens |
| -------------------- | ------- | ----- | -------- | -------- | ------- | ------ |
|                      | pessoas | %     | pessoas  | %        | pessoas | %      |
| População            | 8820    | 100   | 4489     | 50,9     | 4331    | 49,1   |
| Densidade (pop./km²) | 50,5    | 100   | 25,7     | 25,7     | 24,8    | 24,8   |

De acordo com dados de 2002, o rendimento médio per capita ascendia a 1084,88 zł.

## Comunas vizinhas
- Człopa, Dobiegniew, Drawsko, Drezdenko, Wieleń